# Shoah dans les campagnes polonaises
La Shoah dans les campagnes polonaises est l'extermination des Juifs cachés dans les campagnes du Gouvernement général, ancien territoire polonais occupé par les Allemands durant la Seconde Guerre mondiale et non annexé au Reich directement. Les territoires de l'Est de la Pologne annexés par l'URSS en 1939 ne sont pas considérés ici.
Le sort des Juifs qui se réfugiaient hors des villes et de leurs ghettos ou qui parvenaient parfois à sauter hors des trains qui les emportaient vers les camps d'extermination est fort différent de celui des Juifs qui restèrent dans les villes et de ceux qui ne sautèrent pas des trains, mais seulement provisoirement. Il diffère par le lieu du vécu, par les participants à leur poursuite, par les méthodes utilisées pour les capturer, mais il aboutit aussi le plus souvent à la mort. Ce sujet n'a été développé que depuis le début des années 2000, et plus particulièrement depuis de nouvelles études sur le massacre de Jedwabne qui ont modifié beaucoup d'opinions antérieurement reçues.
La Shoah dans les campagnes polonaises a causé la mort d'environ 200 000 à 250 000 Juifs, selon la plupart des historiens.

## Historique

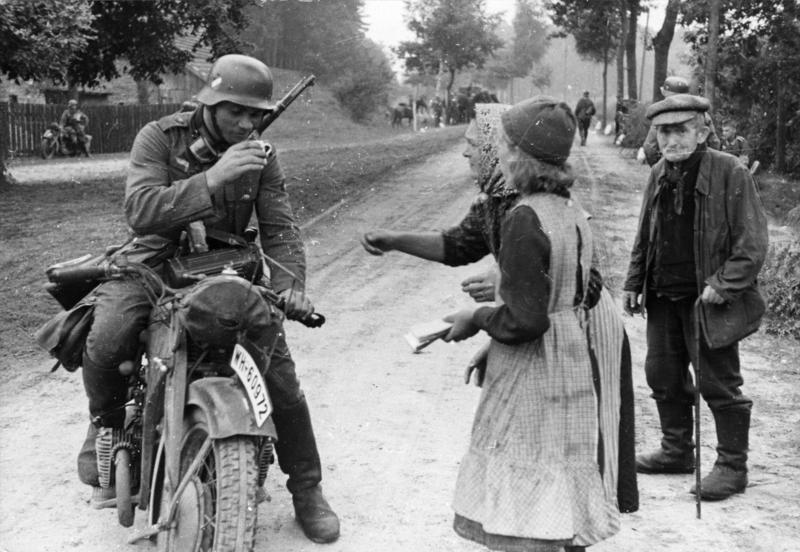
Civils allemands et soldats allemands en septembre 1939

Le 1er septembre 1939 l'armée allemande envahit la Pologne. La persécution des Juifs par les nazis allemands commence rapidement et surtout dans les zones urbaines : les Allemands dépouillent les Juifs de leurs biens, les expulsent  de leurs maisons et les regroupent dans des ghettos qu'ils créent dans le but de les séparer du reste de la population. Les Einsatzgruppen éliminent les Juifs en particulier dans la partie orientale de la Pologne (aujourd'hui Ukraine et la Biélorussie) qui était précédemment occupée par les Soviétiques entre septembre 1939 et juin 1941. Le 20 janvier 1942, se tient à Berlin la conférence de Wannsee qui va décider l'extermination systématique des Juifs. Entre mars 1942 et octobre 1943 est organisée l'Aktion Reinhard qui a provoqué l'extermination de plus de deux millions de Juifs. Les ghettos constitués durant les années précédentes (1939-1940-1941) sont détruits et leurs occupants exterminés ou envoyés vers des camps. La Pologne fut le seul territoire où les Allemands décrétèrent que toute sorte d'aide aux Juifs était passible de la peine de mort (en) et ils pratiquent la responsabilité collective. Environ 50 000 Polonais non-Juifs furent exécutés par les Nazis pour avoir sauvé des Juifs. Les Juifs qui parviennent à s'échapper des ghettos, des fosses communes, des trains, des camps se retrouvent dans un univers informe et vide dans le tohou oubohou du deuxième verset de la Genèse Ge 1, c'est-à-dire dans un abîme, dans un désert où l'on ne peut rencontrer l'Homme.

## Sources
Deux chercheurs polonais se sont penchés ces dernières années sur la situation des Juifs dans les campagnes, moins bien connue à l'Ouest que les grands ghettos telles que ceux de Łódź ou de Varsovie : Jan Grabowski avec « Jugenjagd » et Barbara Engelking dans son livre « Il fait si beau aujourd'hui (en) ». L'extermination des Juifs à la ville et à la campagne se réalisa de manière fort différente. Dans les villes, les Juifs furent parqués dans des ghettos où ils furent isolés de la société polonaise. À la campagne, en revanche, la situation était très différente : ils furent emmenés dans des petits ghettos où ils gardèrent malgré tout des contacts avec la population locale. Les liens maintenus pour le petit commerce ou le travail à la ferme pouvaient créer un espoir de survie. Grabowski montre que cet espoir ne fut pas suivi d'effets. Barbara Engelking arrive aux mêmes conclusions.
Barbara Engelking pour arriver à celles-ci, s'est appuyée essentiellement dans son ouvrage (" On ne veut rien vous prendre...seulement la vie ". Des Juifs cachés dans les campagnes polonaises, 1942-1945), sur 391 témoignages provenant de l'Institut historique juif de Varsovie (ZIH) et 82 récits provenant de Yad Vashem où il est question de clandestinité dans la campagne polonaise. Elle se base aussi sur les actes des 300 dossiers judiciaires couvrant un total de 420 cas de délations et/ou assassinats de Juifs qui sont conservés à l'Institut de la mémoire nationale (IPN). B. Engelking privilégie les témoignages recueillis dès le lendemain de la guerre, à partir des actes des procès du mois d'août 1944 en Pologne. Elle étudie les motivations des fuyards, les stratagèmes pour se cacher. Elle insiste surtout sur le témoignage de ceux qui ont échoué. Comme psychologue, elle s'interroge aussi sur les mobiles de ceux qui ont caché ou dénoncé ou encore tué des Juifs. Les Juifs sont cachés le plus souvent en échange de biens ou d'argent. Lorsque les biens s'épuisent (ce qui peut aller vite si les sommes ou les biens réclamés sont exorbitants), les Juifs sont soit expulsés, soit dénoncés à la police polonaise, soit remis aux Allemands, parfois même tués par leur hôte.
Engelking ne se limite pas au seul témoignage des Juifs et puise aussi dans d'autres sources. Par contre, elle omet délibérément la question de l'aide obtenue à la campagne qui demande une étude distincte.

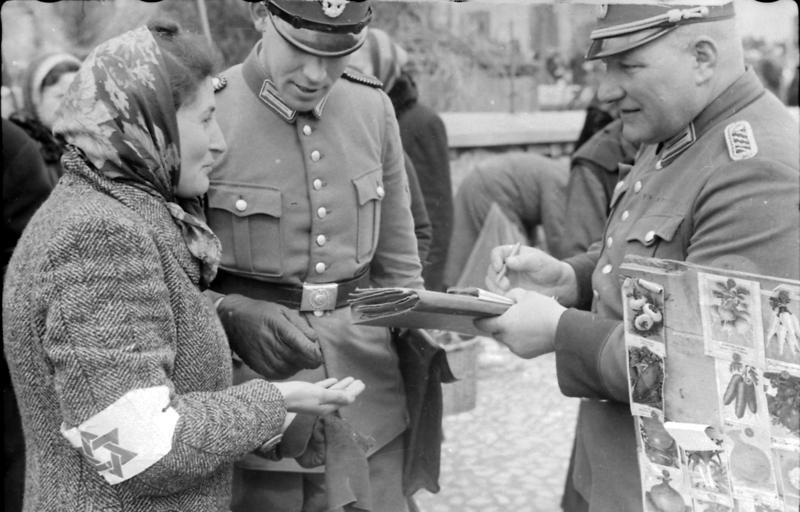
Contrôle de Juifs par des policiers allemands

L'étude porte seulement sur le territoire du Gouvernement général et non sur les territoires de l'Est annexés par l'URSS en 1939 (partie occidentale de la Biélorussie). Dans ces derniers territoires, la présence d'autres minorités nationales (ukrainiennes, lituaniennes, biélorusses) pesa sur le sort des Juifs et oblige à traiter le problème différemment.

## Étapes de l'extermination
L'extermination des Juifs par les Allemands en Gouvernement général peut être divisée en trois étapes :
1. l'extermination indirecte par les ghettos et la faim, la maladie et le travail forcé exténuant ;
2. l'extermination directe dans les camps de la mort pendant l'Aktion Reinhard ;
3. la recherche des survivants pour les supprimer soit, suivant l'expression allemande, la « Judenjagd », la « chasse aux Juifs ».

Cette dernière étape peut elle-même être divisée en deux phases : la première est celle de quelques jours à quelques semaines durant lesquelles les Allemands capturent ceux qui se cachent près des ghettos vidés de leurs occupants ; la seconde consiste à traquer, à tirer de leurs cachettes et à exterminer les Juifs encore en vie. Pour cette dernière étape, qui a duré de 1942 à 1945, les Allemands obligent les habitants des villages leur livrer directement ou indirectement des Juifs à la police polonaise qui elle-même les remet aux Allemands. Le régime de terreur et la peine de mort instaurée par les Allemands leur permet d'obtenir plus de concours de la population locale. À chaque étape de l'extermination des chances de salut s'offrent aux Juifs : s'échapper du ghetto, s'en échapper au moment de sa destruction, sauter d'un train-convoi, s'échapper des camps. Ils cherchent à ce moment un refuge dans la campagne.

## Le concept de «Judenjagd», la «Chasse aux Juifs» et le nombre de victimes
Ce concept encore peu étudié et qui est analysé par les deux auteurs Jan Grabowski et Barbara Engelking fut introduit par Christopher Browning qui décrit l'activité du 101e bataillon de réserve de la police allemande en  Gouvernement général, qui est responsable de la mort par balle de 38 000 Juifs et de la déportation à Treblinka de 45 000 autres. Elle correspond à la troisième étape de l'extermination des Juifs.
Les historiens s'accordent, selon Kichelewski, sur les chiffres suivants : environ 10 % des 3 millions de Juifs polonais tentèrent d'échapper aux déportations. Sur le territoire du Gouvernement général, seuls 40 000 à 50 000 étaient encore en vie en 1945. Il faut donc compter entre 200 000 et 250 000 victimes de la Judenjagd. Cependant, ce calcul ne prend pas en compte les grands déplacements des populations pendant la guerre. Un grand nombre de Juifs polonais ont survécu la guerre en Union Soviétique.
Barbara Engelking présente d'autres chiffres qu'elle reprend à l'historien Krzysztof Persak (pl). Le chiffre de 10 % des Juifs de Pologne qui ont tenté de fuir est repris comme base du calcul. Le nombre de Juifs habitant le territoire du Gouvernement Général (hors district de Galicie) et l'arrondissement de Białystok était, selon l'historien, d'environ 1 600 000. Dix pour cents représentent 160 000 fugitifs. K. Persak estime à 30 000 à 40 000 le nombre de Juifs survivants en Pologne après la guerre. Il faut donc conclure que 120 000 juifs sont morts pendant cette dernière phase de la Shoah. Davantage si l'on inclut les Juifs de Galicie. Ces différents auteurs ne s'expliquent pas sur la prise ou non en compte des Juifs de Galicie qui était pourtant incluse dans le Gouvernement Général depuis 1941.

## La gestion de la terreur
La conscience de l'inéluctabilité de la mort est la principale peur existentielle de l'homme.
Deux mécanismes permettent à l'homme d'amortir cette peur : une vision du monde qui a un sens et l'estime de soi. Le sentiment d'estime et d'appartenance au monde des hommes fut remis en question par les Allemands, de telle manière que tout lien avec une vision d'un monde sensé dans lequel la personne peut dominer sa peur de la mort est dissipée.
L'estime de soi peut être le sentiment d'une vie bien remplie, d'avoir eu de bonnes relations avec les autres, de laisser quelque chose après soi (de matériel ou de spirituel). Mais quand la présence des autres est ennemie, haineuse, méprisante ; quand la mort est la suite d'une trahison, quand elle est solitaire, la souffrance des mourants s'accroît et aucun apaisement ne peut la soulager (sauf peut-être pour les plus religieux des Juifs).
Ceci à un point tel qu'on peut se demander pourquoi certains ont cherché à se sauver face à la mort omniprésente.
La dernière ressource de salut pouvait être de rester dans les liens des proches avec lesquels ils allaient mourir. Par contre l'image traditionnelle de « moutons que l'on mène à l'abattoir » appliquée aux Juifs est fort superficielle. Accepter sa propre mort est une expérience psychologique et spirituelle profonde que ceux qui allaient à la mort se montrèrent capable d'accepter, estimant qu'il y avait des choses plus importantes que la mort. Comme de ne pas abandonner les autres à un moment crucial. Comme l'entend Emmanuel Levinas marcher vers les wagons, les fosses communes, les chambres à gaz est une manifestation d'amour et de libre choix d'accompagner les autres dans la souffrance et dans la mort.
Les convictions religieuses sont une autre catégorie de motivations qui se traduisent par la volonté de s'offrir en sacrifice au Seigneur, le choix de dire : « Qu'il m'arrive ce qu'il arrive aux autres Juifs ».
Ceux qui sont allés jusqu'au bout n'ont pas laissé de témoignages qui nous permettent de cerner leurs émotions.
Le témoignage de Tadeusz Borowski dans « Le monde de pierre » et la biographie même de l'auteur sont à cet égard exceptionnels. Ils sont ceux d'un écrivain, rare survivant qui parle de son vécu dans les camps, sur le mode du grotesque : les personnes humaines se conduisent comme des animaux et les règles de vie sont abolies au profit de celles d'une réalité où plus rien n'est compréhensible. Ce témoignage permet de comprendre qu'il n'était pas possible dans ce monde de terreur de se référer à des raisonnements apaisants et logiques sur la mort tels que ceux de Socrate ou d'Épicure.
Par contre, sur ceux qui ne sont pas montés dans les wagons, ceux qui ont fui les ghettos, ceux qui ont cherché de l'aide, il y a beaucoup à dire. C'était une décision difficile à prendre et ils ont souvent demandé conseil aux autres, en ont délibéré. Allaient-ils partir vers la forêt, comment trouveraient-ils à manger, comment manger kasher ?.
La décision de fuir pouvait aussi être instinctive. Une décision à laquelle un individu ne peut résister, même si sa fuite le mène à la mort.

## Moment de la fuite et catégories de fuyards
Une fois la décision de fuir prise, de manière réfléchie ou non, le passage à l'action se faisait à un moment donné qui était : soit la fuite avant l'évacuation des villes, des ghettos, soit pendant l'évacuation elle-même.
Parmi les Juifs cachés dans les campagnes, il y avait aussi ceux qui s'étaient évadés des camps de la mort (ou de travail). Les plus spectaculaires évasions étaient celles qui se faisaient en sautant du wagon pendant le trajet vers le camp. Les risques étaient énormes du fait de la chute du train elle-même, puis du fait des gardes restés sur le train qui tiraient sur les évadés. Par la suite, la fuite impliquait le contact avec les Polonais. Ces derniers pouvaient représenter un danger autant que le salut.
Les catégories de Juifs dans la campagne polonaise peuvent être dressées ainsi :
La première catégorie était celle des autochtones qui avaient toujours vécu dans un endroit à la campagne et connaissaient ainsi les habitudes et la topographie locale. Les petites communautés rurales n'étaient pas toujours transformées en ghetto mais seulement rattachées juridiquement au Judenräte des localités voisines, du moins au début de la guerre.
La deuxième catégorie était celle des Juifs qui s'étaient retrouvés à la campagne pendant l'occupation : des personnes mises au travail obligatoire dans des fermes, des fugitifs des ghettos urbains qui travaillaient à la campagne pour entretenir leur famille.
La troisième catégorie était celle des Juifs qui se retrouvaient par hasard à la campagne après s'être enfuis d'un camp de travail ou avoir sauté d'un train.
La quatrième catégorie était celle des Juifs qui avaient choisi eux-mêmes de se réfugier à la campagne. L'idée que les gens se faisaient de la vie à la campagne étaient parfois idéalisée.

## Errance
Rares sont les Juifs qui se sont retrouvés directement dans une cachette à la campagne après avoir fui le ghetto ou les camps. La quête de leur salut était faite d'errance. Les personnes qui se sont cachées au même endroit pendant plusieurs années sont rares.
Cette errance était aussi une mise en marge de l'humanité, un déni d'appartenance à l'espèce humaine. C'était le désert humain et l'expérience de la vie de sans-abri, de la désillusion au sujet des autres.
Les exploitants agricoles, là où se trouvaient les Juifs étaient polonais, mais le territoire où se déroulait leur errance était allemand. Le plus souvent l'errance se déroulait entre les granges plus ou moins abandonnées et les bois. L'existence pour ces Juifs est remplie de vide et de peur.
Des enfants perdus et orphelins vagabondaient aussi dans les campagnes. Certains ont survécu, d'autres ont été dénoncés et emmenés à la police polonaise.
Par contre, pour les Juifs, les pires maisons étaient celles où les propriétaires exploitants avaient des enfants. Ces propriétaires étaient terrorisés par les Allemands et craignaient pour les leurs. Les fuyards cherchaient donc plutôt des endroits où habitaient de vieilles personnes qui compatissaient plus facilement, étant donné les moindres risques qu'ils encouraient vu leur âge et l'absence de proches immédiats comme des enfants en bas âge.
Le sentiment d'être poursuivi par le malheur était fondamental pour les Juifs en quête de refuges pour se cacher. Le fait de croire que leurs démarches avaient un sens ou inversement qu'elles étaient vouées de toute manière à l'échec avait un énorme impact sur leur détermination à poursuivre l'errance ou à céder au désespoir. Le fait d'être marqué par leur brassards (l'étoile jaune de David) les stigmatisaient. Ils étaient désignés pour mourir. Cela mettait à l'épreuve leur système de valeurs, réduisait leur sentiment de valeur personnelle, accentuait la honte et l'humiliation dans ce désert humain.

## Cachettes
Les cachettes à la campagne diffèrent de celles des villes par la configuration du paysage et des bâtiments.
Elles étaient rarement un endroit fixe où l'on restait longtemps. Il existait différents types d'abris. Il existait des « cachettes de luxe » qui consistaient en la location de toute une maison. Cela impliquait de nouveaux papiers d'identité de type aryens. Dans les villages il fallait aussi se soumettre aux habitudes locales comme le fait d'aller à la messe le dimanche. D'autres cachettes consistaient en des recoins d'à peine quelques mètres carrés, des caveaux dans lesquels les gens étaient serrés comme des harengs. À la campagne, il existait des cachettes aménagées dans des parties de fermes. La grange était l'endroit le plus souvent choisi. Mais il y avait également des cavités creusées sous les pièces d'habitation des hôtes. Le mobilier et le plan des fermes permettaient le plus souvent de masquer une entrée qui n'était découverte qu'à la suite de perquisitions poussées.
La forêt était également un endroit choisi par les fugitifs. À partir de cavités creusées dans la terre; certains allaient même jusqu'à replanter des conifères au-dessus d'un toit, de telle manière que l'on ne soupçonne pas l'existence d'une cache en dessous. Certaines caches nécessitaient une position allongée en permanence pendant des semaines, si bien qu'en en sortant les gens ne pouvaient plus se tenir debout.

## Les secours

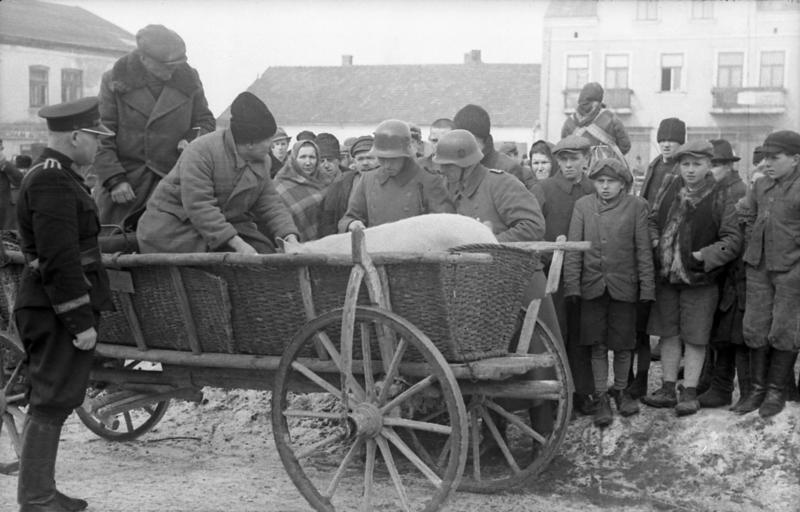
Rafle de la police allemande en Pologne

L'optique de l'auteure Barbara Engelking est de traiter des cas des Juifs qui ne reçurent pas d'aide. Les Juifs furent souvent aidés à la campagne, elle n'a pas étudié particulièrement ce domaine, mais l'analyse de la nombreuse documentation rassemblée lui a fait découvrir comment cette aide se réalisait.
Les cas les plus fréquents étaient ceux d'une aide occasionnelle, dispersée. Il s'agit d'accueillir pour quelques heures, de réchauffer, donner à manger, laisser dormir une nuit dans une grange. Le risque était faible et si le coût de l'assistance et celui du refus étaient faibles, les Polonais coopéraient. Mais les psychologues constatent que la propension à aider diminue quand la personne dans le besoin est jugée responsable de l'état de détresse dans laquelle elle se trouve. Or les Juifs en Pologne faisaient l'objet d'un rejet traditionnel, mérité selon les Polonais par les actes infâmes auxquels ils se seraient livrés depuis la crucifixion de Jésus-Christ.
Le secours à long terme qui consistait à cacher des Juifs pendant plus longtemps était plus rare. Sa durée dépendait des moyens financiers dont étaient pourvus les Juifs, de la « voracité » financière des donneurs de services et surtout de la peur qui régnait dans le système de terreur instauré et organisé par les Allemands. Ceux qui cachaient des Juifs risquaient leur propre vie, et certains Juifs jugeaient inacceptable de mettre la vie d'un autre en danger pour protéger la leur. Les Polonais qui aidaient les Juifs étaient exécutés et nombreux sont les récits qui évoquent ces cas. De plus, non seulement l'auteur de l'aide était tué mais toute la famille polonaise était massacrée. Par ailleurs ils étaient parfois dénoncés par d'autres Polonais.
L'aide n'était pas souvent désintéressée, bien que cela existât. Il fallait donner des biens ou pour le moins s'engager à céder un bien immobilier une fois la guerre terminée. Cette attitude était compréhensible en temps de guerre, vu le coût de la nourriture et d'autres frais éventuels. Les prix étaient fort variables suivant des critères subjectifs divers. Il pouvait devenir un véritable investissement rentable, qui améliorait les conditions de vie des Polonais. Inversement une fois que l'argent ou les ressources des Juifs étaient épuisés, plus personne ne voulait risquer sa vie gratuitement ou en tout cas rarement.
L'aide était refusée le plus souvent du fait de la peur. Les Allemands faisaient tout ce qu'il fallait pour terroriser ceux qui aidaient les Juifs (en). Certains véritables héros parvinrent à surmonter leur peur. Certains Juifs avaient pris le parti de ne jamais rester trop longtemps chez un même hôte. Ils n'attendaient pas qu'on leur dise de s'en aller et partaient de leur propre initiative. Cela leur laissait ainsi une porte ouverte pour revenir en cas de problème ultérieur dans une autre cache.
Les rapports entre hôtes et fuyards étaient très complexes et dépendaient de la personnalité de chacun. L'hôte pouvait prendre peur que le Juif ne le dénonce sous la torture s'il était pris par les Allemands. La jalousie entre voisins dans les campagnes était une source de dénonciation des villageois polonais entre eux. Le mythe de la richesse des Juifs était tenace et l'enrichissement d'un voisin pouvait rendre jaloux.
Les Juifs furent abandonnés aussi parce qu'ils n'avaient plus de quoi payer, ayant été dépouillés par leurs hôtes ou leurs ressources étant épuisées.

## «Les moissons d'or»
La question des biens des Juifs est fondamentale parce que ces biens étaient d'une part le gage de leur sécurité mais d'autre part les mettaient en danger de mort quand ils étaient convoités. Mais la cupidité n'est pas propre aux paysans ni aux Polonais et le problème ne se posait donc pas de manière si différente qu'en ville ou dans les camps et les ghettos.
L'écrivain et sociologue polono-américain Jan Gross a prolongé l'étude qu'il avait entrepris concernant le massacre de Jedwabne dans son ouvrage Les moissons d'or (en).
Il met l'accent sur l'appât du gain et de l' « or juif » qui tient, selon lui, plus du mythe que de la réalité. Gross étudie les différentes méthodes d'appropriation des biens des Juifs par les Polonais.
La première appropriation commence durant la formation du ghetto : les biens meubles et immeubles sont confiés à des voisins polonais ou abandonnés sur place. Puis vient la nécessité d'acheter de la nourriture et de l'eau aux paysans des villages. De se loger dans les fermes. Parfois à prix d'or. Après l'argent, ce sont les vêtements, les chaussures qui servent de monnaie d'échange. Cela va jusqu'aux dents en or arrachées sur les victimes assassinées. D'après les témoignages recueillis la participation à l'assassinat des Juifs donnait le droit de posséder leurs biens. Les occupants allemands négociaient la capture de Juifs par les Polonais contre les vêtements des victimes et quelques kilos de nourriture.
Le pillage des biens était considéré comme un fait social et non un comportement aberrant. Selon Jan Gross, les habitants des campagnes cessèrent de considérer les Juifs comme des hommes et se mirent à la traiter comme des « défunts en vacances ». Selon Gross ce type de comportement provenait de la propagande nazie qui avait contaminé la société polonaise. Ce point de vue est critiqué par Audrey Kichelewski qui objecte que l'antisémitisme polonais était solidement ancré dans les mentalités avant la Seconde Guerre mondiale. Les atrocités nazies ont sans doute, admet-elle, accentué la « brutalisation » de la société polonaise. À l'appui de sa critique A. Kichelewski mentionne la contradiction entre l'affirmation suivant laquelle la remise des Juifs aux Allemands aurait été une « moisson d'or » et la maigreur des butins récoltés dans la réalité. Il ne fait pas perdre de vue que les premiers pilleurs des Juifs étaient les Allemands qui ne laissaient que des miettes à la population locale. La seule causalité économique est donc quelque peu schématique, selon Kichelewski.
Aujourd'hui, 75 ans après la fin de la Seconde Guerre mondiale, la restitution des biens confisqués aux Juifs pose toujours problème. La Pologne veut aujourd'hui imposer des délais de prescription pour limiter les cas de  réelle restitution.

## Le mythe de la passivité des victimes.

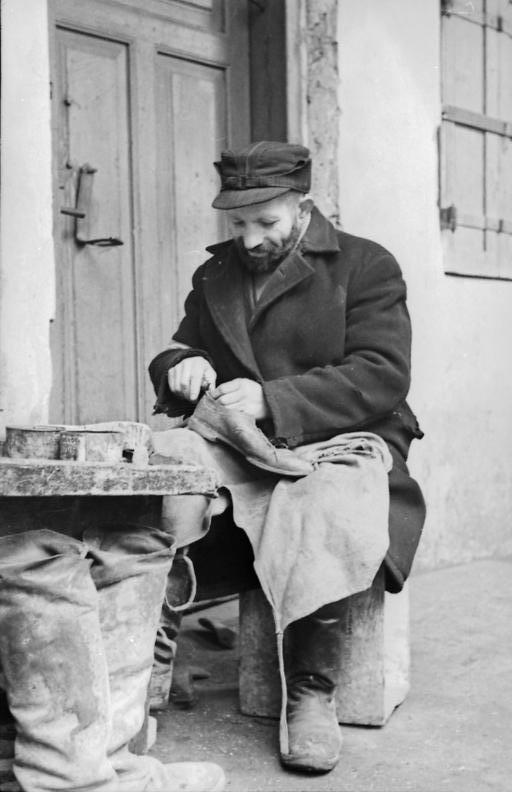
Cordonnier juif au travail

Vivre à la campagne après s'être enfui d'un ghetto ou d'un camp ou y rester dans la clandestinité pendant de longs mois nécessitait non seulement de l'argent mais une rare inventivité, une force de travail, un esprit d'initiative et de débrouillardise remarquable qui démontre le caractère mythique de la passivité des victimes. Leur activité était d'autant plus digne d'admiration qu'ils étaient à tout moment en danger de mort et vivaient toujours sur le qui-vive.
Pour ceux qui provenaient des villes et qui n'avaient jamais eu affaire aux gens des campagnes
s'ajoutaient le problème des relations personnelles avec le paysan polonais.
Quelles activités leur était-il possible d'exercer ? Pour ceux qui avaient des faux papiers aryens, il était possible de faire du commerce ambulant. Pour les autres il y avait le travail traditionnel à la ferme, dans les bois avec les forestiers, les propriétaires fonciers. Les connaissances des métiers d'artisanat ouvrait la possibilité de travailler clandestinement comme tailleur, menuisier, cordonnier, tous métiers fort demandés à la campagne et bien connus des Juifs.
Il existait aussi le troc entre les villages et les ghettos pour ceux qui étaient capables de passer les lignes de gardes et des barbelés.
De nombreux récits expliquent que vivant le jour dans les bois dans des fossés recouverts de branchages, les fuyards s'approchaient la nuit des villages pour chaparder des fruits, des légumes, de la volaille.
La mendicité et le vol étaient pratiqués par les Juifs, mais les risques étaient grands et nécessitaient un errance perpétuelle et de faux papiers de baptisés.

## Organisation des battues
Dès que les Allemands avaient terminé la destruction des ghettos, ils organisaient une battue de routine autour de l'endroit détruit pour retrouver les Juifs échappés. Puis, ils fouillaient l'espace du ghetto dans ses moindres recoins. Enfin, ils organisaient des battues, surtout dans les zones forestières, en réquisitionnant les populations locales.
Il arrivait aussi que, spontanément, les populations organisent des battues pour prendre les Juifs et recevoir des primes en les remettant à la police. De simples haches, faux, bâtons suffisaient le plus souvent aux batteurs. La battue était organisée comme à la chasse : la manœuvre consistait à pousser les Juifs éparpillés dans les bois vers les Allemands. Beaucoup de Juifs étaient pris à ce piège. Pour les populations locales c'était aussi parfois une façon de se distraire.
Pendant les deux premières phases de la Shoah, le rôle des Polonais fut marginal. Il s'agissait d'organiser les ghettos, puis d'organiser des camps de la mort. Les Polonais pouvaient, par exemple, introduire des vivres en cachette pour soutenir les Juifs enfermés ou au contraire écrire des lettres de dénonciation pour des Juifs qui avaient échappé aux ghettos. Pendant la troisième phase, le rôle des Polonais devient crucial. Ils deviennent acteurs et la triade définie par Raul Hilberg -bourreau-victime-témoin- est brisée. Chaque habitant avait dès lors un rôle à jouer et un témoin n'est jamais neutre écrit Jan Grabowski.
L'héroïsme de Polonais qui ont risqué ou perdu leur vie est une attitude dont on parle beaucoup et volontiers. Par contre, leur collaboration à l'œuvre destructrice des Allemands est peu connue et mérite d'être étudiée.
Les trois auteurs : Jan Gross, Irena Grudzinska-Cross et Jan Grabowski (en) évoquent encore le grand absent de leur tableau : l'Église polonaise, dont l'assourdissant silence est synonyme, pour Jan Gross, d'assentiment à ce qui se passait. Cette question restera ouverte tant que les archives ecclésiastiques resteront fermées aux chercheurs, conclut Audrey Kichelewski.